# Noche De Paz / Es La Paz Que Canta / O Tannenbaum / Ave Maria
Noche De Paz / Es La Paz Que Canta / O Tannenbaum / Ave Maria ist das 31. Extended-Play-Album des österreichischen Schlagersängers Freddy Quinn, das 1964 im Musiklabel Polydor (Nummer 50 940) in Spanien veröffentlicht wurde und Weihnachtslieder enthielt. Die herstellende Plattenfirma war Fonogram, S.A.

## Schallplattenhülle
Auf der Schallplattenhülle ist Freddy Quinn mit einer Gitarre zu sehen, er trägt einen blauen Rollkragenpullover. Im Hintergrund ist Christbaumschmuck, unter anderem zwei Christbaumkugeln und eine Kerze, zu sehen. Die Liedtitel sind in weißer Schrift angebracht.

## Musik
Stille Nacht, heilige Nacht ist eines der bekanntesten Weihnachtslieder der Welt und wurde erstmals 1818 aufgeführt. Quinn veröffentlichte dieses Lied 1963.
O du fröhliche ist eines der bekanntesten deutschsprachigen Weihnachtslieder, auch dieses Lied wurde erstmals 1963 von Quinn veröffentlicht.
Auch O Tannenbaum ist ein sehr bekanntes Weihnachtslied, dieses Lied wurde erstmals 1963 von Quinn veröffentlicht. 1964 sang er es auf Spanisch.
Ave Maria wurde von Charles Gounod komponiert, indem er eine Melodie von Johann Sebastian Bach verarbeitete. Quinn sang es auf Latein.
Die Liedtitel auf dem Album sind auf Spanisch angegeben.

## Titelliste
Das Album beinhaltet folgende vier Titel:
- Seite 1

1. Noche De Paz (Stille Nacht)
2. Es La Paz Que Canta (O Du Frohliche)

- Seite 2

1. O Tannenbaum
2. Ave Maria